# Sarukhan
Sarukhan là một đô thị thuộc tỉnh Gegharkunik, Armenia. Dân số ước tính năm 2011 là 8428 người.